# Операція «Хаш»
Операція «Хаш» (англ. Operation Hush) — британський план висадки морського десанту на бельгійське узбережжя в 1917 році під час Першої світової війни. Морська десантна операція мала бути підтриманою одночасним наступом союзних військ з Ніувпорта та з плацдарму на Ізерському фронті — позицій, що залишилися під контролем бельгійської та англійської армій у ході битви на Ізері в 1914 році. У 1915 і 1916 роках розглядалося кілька планів, які потім були відкладені у зв'язку з операціями на інших напрямках. За задумом, операція «Хаш» мала розпочатися, коли в ході третьої битви за Іпр, основної наступальної операції під Іпром, британські експедиційні війська зможуть просунутися до Руселаре, Кекеларе і Торхаут, і одночасно французькі і бельгійська армії зможуть здобути певні успіхи.
План операції «Хаш» став невід'ємною частиною загального стратегічного замислу союзників на літо 1917 року, який врешті-решт набув форми Третьої битви при Іпрі. Ця атака, яка мала розпочатися 31 липня 1917 року, спочатку мала на меті захопити і очистити бельгійське узбережжя від кайзерівських берегових сил, а як тільки війська Антанти прорвуть німецьку оборону в Іпрі, відбудеться висадка десанту.
Але, 10 липня 1917 року німці провели протидесантну підготовчу операцію «Штрандфест» (нім. Unternehmen Strandfest) напередодні висадки союзників. Німці вперше застосували іприт за підтримки важкої артилерії, захопили частину плацдарму над Ізером і знищили два британські піхотні батальйони. Після кількох перенесень, 14 жовтня 1917 року, операція «Хаш» була скасована, оскільки просування під Іпром не відповідало визначеним умовам, необхідним для початку наступу.
У квітні 1918 року Дуврський патруль здійснив рейд на Зебрюгге, щоб потопити блокшиви на вході в канал і заблокувати у пастці німецькі підводні човни, які на короткий час закрили канал. З вересня по жовтень 1918 року бельгійське узбережжя було зайняте союзниками у ході П'ятої битви за Іпр.